# Auribeau
 Auribeau  es una población y comuna francesa, en la región de Provenza-Alpes-Costa Azul, departamento de Vaucluse, en el distrito de Apt y cantón de Apt.

## Demografía
| 158 | 132 | 164 | 165 | 133 | 127 | 142 | 126 | 119 | 131 | 118 | 132 | 134 | 123 | 96 | 86 | 79 | 83 | 88 | 77 | 52 | 48 | 45 | 42 | 37 | 30 | 16 | 22 | 30 | 38 | 46 | 59 | 71 |
| Para los censos de 1962 a 1999 la población legal corresponde a la población sin duplicidades (Fuente: INSEE [Consultar]) |     |     |     |     |     |     |     |     |     |     |     |     |     |    |    |    |    |    |    |    |    |    |    |    |    |    |    |    |    |    |    |    |